# Kinston, North Carolina
Kinston är administrativ huvudort i Lenoir County i North Carolina. Det ursprungliga ortnamnet Kingston hedrade Georg III av Storbritannien och namnbytet till Kinston skedde efter amerikanska frihetskriget. Enligt 2010 års folkräkning hade Kinston 21 677 invånare.

## Kända personer från Kinston
- Jaime Pressly, skådespelare